# 上峡镇
上峡镇，原为上峡乡，是中华人民共和国四川省达州市宣汉县下辖的一个乡镇级行政单位。2020年6月，撤销凉风乡、上峡乡，设立上峡镇，以原凉风乡和原上峡乡所属行政区域为上峡镇的行政区域。

## 行政区划
上峡镇下辖以下地区：
三叉河社区、宝塔村、麒麟村、柳茂村、杨柳村、石鼓村、黑天池村、柏树坪村和柏杨坪村。